# Neoperla mnong
Neoperla mnong är en bäcksländeart som beskrevs av Bill P.Stark 1987. Neoperla mnong ingår i släktet Neoperla och familjen jättebäcksländor. Inga underarter finns listade i Catalogue of Life.